# Понтис-Жестал
Понтис-Жестал (порт. Pontes Gestal) — муниципалитет в Бразилии, входит в штат Сан-Паулу. Составная часть мезорегиона Сан-Жозе-ду-Риу-Прету. Входит в экономико-статистический микрорегион Вотупоранга. Население составляет 2387 человека на . 2020 год. Занимает площадь 217,134 км². Плотность населения — 10,97 чел./км².

## Экономика
На 2020 год ВВП на душу населения составил 170,31 бразильских реалов. Процент внешних доходов в 2023 году составил 84,61%, что поставило его на 222-е место из 645 среди муниципалитетов штата Сан-Паулу.

## Статистика
- Валовой внутренний продукт на 2003 составляет 16.226.420,00 реалов (данные: Бразильский институт географии и статистики).
- Валовой внутренний продукт на душу населения на 2003 составляет 6.849,48 реалов (данные: Бразильский институт географии и статистики).
- Индекс развития человеческого потенциала на 2000 составляет 0,749 (данные: Программа развития ООН).